# インセック経済商業高等学院
インセック経済商業高等学院（フランス語：INSEEC: Institut des Hautes Études Economiques et Commerciales、英語：Institute of Higher Studies in Economics and Commerce）は、フランスに本拠地を置く商業・経営系グランゼコールであり、現在は私立の教育機関OMNESエデュケーション（OMNES Education）の傘下の私立大学・教育機関のブランドである。
パリ、ボルドー、リヨン、シャンベリー、ボーヌ、ロンドン、モナコ、ジュネーブ、ローザンヌ、モントルー、マドリード、バルセロナ、アビジャン、上海、サンフランシスコなど、フランス国内、ヨーロッパ、そして諸外国にキャンパスを持つ。2019年に改名されるまで、INSEECビジネススクールと呼ばれていた時期もある。
1975年にジョゼ・スビランによってボルドーに設立されたINSEECビジネススクールは、モナコ国際大学などを買収し、フランス国内外の経営学、経済学、工学、デザイン、社会科学、政治科学の他の教育機関を合併・統合するなどで徐々に成長した。
経済商業高等学院として創設されたINSEECは現在、私立の教育機関OMNESエデュケーション（OMNES Education）として総合大学的な私立大学・ワインスクールなども含む教育機関となっており、2017年に「INSEEC U」と改称、2021年はさらにOMNESエデュケーションと改称しINSEECビジネススクールはその一部の「学部」になっている。

## 歴史
INSEECはボルドーに拠点を置く地方大学から、フランス系と米国系が連携したビジネススクール（MBA Institute - American BBA INSEEC Campus in Paris）設立を通じて、アメリカ合衆国の教育システムとの連携を実現。エモリー大学（アトランタ）、ペンシルベニア州立インディアナ大学（ペンシルベニア州）など、アメリカその他諸国の複数の大学と連携している。

## 教育
- グランゼコール課程：INSEECのグランゼコール課程は3年間の準備クラス、特に経済・商業準備クラス（EC）（一般にHEC準備クラスとして知られる）出身の学生を対象に、競争試験によって学生を選抜する。INSEECグランゼコール課程は国家認定の修士号を授与し、AMBAの認定を受けている。グランゼコール連盟（CGE）および経営大学連盟（Chapitre des Écoles de Management）に加盟している。

- 経営学学士課程（BBA）：INSEEC BBA（経営学士）はINSEECが提供するポストバカロレア課程。ボルドーとリヨンのキャンパスで行われ、4年間で修了する（3年間のコアコースに続き、マーケティング、ファイナンス、アントレプレナーシップ、ウェブ戦略などの専門分野を1年間学ぶ）。フランスまたは海外で5年目を履修することも可能である。INSEECのBBAは、複数の学校に共通する競争試験（PASS競争試験）に基づいてポストバカロレアレベルで募集され、高等教育・研究・イノベーション省によって認定されたディプロマ（レベルbac+4）を授与する。

- 学士課程：3年間の課程であり、Bac +1およびBac +2の保有者は、2年目および3年目に並行して入学することが可能である。この課程は広い意味でのマネジメントの基本概念（経済、法律、人事、企業戦略、経営など）と、専門的なプロジェクトを構築するための段階的な専門性の両方の習得を目的としている。取得したディプロマは国家によって認定され、レベル6のRNCPが与えられる。この課程ではマネジメントの基礎を学び、段階的に専門性を高める。提供される10の専門分野はファイナンス、マーケティング、不動産、コミュニケーション、ビジネス、デジタル＆データ、人事＆健康、国際、ラグジュアリー＆ワイン、スポーツとなっている。

- MSc＆MBA課程：修士課程はINSEECの専門課程であり、BAC+3/4/5を取得した後に受講することができる。修士課程の修了には、教育レベルに応じて1年または2年かかる。取得したディプロマは国家によって認定され、レベル7のRNCPが授与される。42のコースがあり、金融、マーケティング、不動産、コミュニケーション、ビジネス、デジタル＆データ、人事＆健康、インターナショナル、ラグジュアリー＆ワイン、スポーツの10の専門分野に分かれている。

## 同窓生ネットワーク
LinkedInに登録されているINSEEC卒業生は約4万人で、ADI（Association des Anciens de l'INSEEC)によると10万人いる。
INSEECは2016年9月、LinkedInで最大の卒業生ネットワークを持つフランスのグランゼコールとして6番目に位置づけられた。
2022年のINSEEC卒業生の3大就職先は、Crédit Agricole、BNPパリバ、AXA生命の３社である。